# Comitato Olimpico Nazionale di Mongolia
Il Comitato Olimpico Nazionale Mongolo (noto anche come Монголын Үндэсний Олимпийн Хороо in mongolo) è un'organizzazione sportiva mongola, nata nel 1956 a Ulan Bator, in Mongolia.
Rappresenta questa nazione presso il Comitato Olimpico Internazionale (CIO) dal 1962 ed ha lo scopo di curare l'organizzazione ed il potenziamento dello sport in Mongolia e, in particolare, la preparazione degli atleti mongoli, per consentire loro la partecipazione ai Giochi olimpici. L'associazione è, inoltre, membro del Consiglio Olimpico d'Asia.
L'attuale presidente del comitato è Demchigjav Zagdsuren, mentre la carica di segretario generale è occupata da Jugder Otgontsagaan.